# Mizozou
Myzozoa és un agrupament dels Alveolata, que s'alimenten a través de la mizocitosi.
Hi ha diverses espècies de Protozoa dins el grup Myzozoa.
De vegades s'ha descrit com un fílum que conté els subembrancaments Dinozoa i Apicomplexa.
També es fa servir el terme "Miozoa".